# Junonia horsfieldii
Junonia horsfieldii är en fjärilsart som beskrevs av Moore 1899. Junonia horsfieldii ingår i släktet Junonia och familjen praktfjärilar. Inga underarter finns listade i Catalogue of Life.